# Coppa Italia di pallacanestro maschile 2004
La Coppa Italia di pallacanestro maschile 2004 è la ventottesima edizione della manifestazione.
Si è disputata dal 25 al 28 febbraio 2004 al PalaFiera di Forlì. Il torneo si è svolto con la formula delle final eight.

## Squadre
Le squadre qualificate sono le prime otto classificate al termine del girone di andata della Serie A 2003-2004.
1. Montepaschi Siena
2. Scavolini Pesaro
3. Skipper Bologna
4. Metis Varese
5. Benetton Treviso
6. Pompea Napoli
7. Lottomatica Roma
8. Oregon Scientific Cantù

## Tabellone
|  | Quarti di finale 25-26 febbraio | Quarti di finale 25-26 febbraio | Quarti di finale 25-26 febbraio |                  |                  | Semifinali 27 febbraio  | Semifinali 27 febbraio | Semifinali 27 febbraio |  |  | Finale 28 febbraio | Finale 28 febbraio | Finale 28 febbraio |
|  |                                 |                                 |                                 |                  |                  |                         |                        |                        |  |  |                    |                    |                    |
|  | 1                               | Montepaschi Siena               | 63                              |                  |                  |                         |                        |                        |  |  |                    |                    |                    |
|  | 8                               | Oregon Scientific Cantù         | 67                              |                  |                  |                         |                        |                        |  |  |                    |                    |                    |
|  | 8                               | Oregon Scientific Cantù         | 67                              |                  | 8                | Oregon Scientific Cantù | 55                     |                        |  |  |                    |                    |                    |
|  |                                 |                                 |                                 |                  | 8                | Oregon Scientific Cantù | 55                     |                        |  |  |                    |                    |                    |
|  |                                 | 5                               | Benetton Treviso                | 86               |                  |                         |                        |                        |  |  |                    |                    |                    |
|  | 4                               | 5                               | Benetton Treviso                | 86               | Metis Varese     | 92                      |                        |                        |  |  |                    |                    |                    |
|  | 4                               |                                 |                                 |                  | Metis Varese     | 92                      |                        |                        |  |  |                    |                    |                    |
|  | 5                               | Benetton Treviso                | 96                              |                  |                  |                         |                        |                        |  |  |                    |                    |                    |
|  |                                 |                                 |                                 |                  |                  |                         |                        |                        |  |  | 5                  | Benetton Treviso   | 85                 |
|  |                                 |                                 | 2                               | Scavolini Pesaro | 76               |                         |                        |                        |  |  |                    |                    |                    |
|  | 3                               | Skipper Bologna                 | 86                              |                  |                  |                         |                        |                        |  |  |                    |                    |                    |
|  | 6                               | Pompea Napoli                   | 54                              |                  |                  |                         |                        |                        |  |  |                    |                    |                    |
|  | 6                               | Pompea Napoli                   | 54                              |                  | 3                | Skipper Bologna         | 92                     |                        |  |  |                    |                    |                    |
|  |                                 |                                 |                                 |                  | 3                | Skipper Bologna         | 92                     |                        |  |  |                    |                    |                    |
|  |                                 | 2                               | Scavolini Pesaro                | 101              |                  |                         |                        |                        |  |  |                    |                    |                    |
|  | 2                               | 2                               | Scavolini Pesaro                | 101              | Scavolini Pesaro | 85                      |                        |                        |  |  |                    |                    |                    |
|  | 2                               |                                 |                                 |                  | Scavolini Pesaro | 85                      |                        |                        |  |  |                    |                    |                    |
|  | 7                               | Lottomatica Roma                | 77                              |                  |                  |                         |                        |                        |  |  |                    |                    |                    |

## Verdetti
- Vincitrice della Coppa Italia: Benetton Treviso

Formazione: Marcelo Nicola, Tyus Edney, Maurice Evans, Riccardo Pittis, Denis Marconato, Massimo Bulleri, Uroš Slokar, Andrea Bargnani, Guilherme Giovannoni, Jermaine Jackson, Jorge Garbajosa. Allenatore: Ettore Messina.
- MVP: Jorge Garbajosa - Benetton Treviso